# Tössebageriet

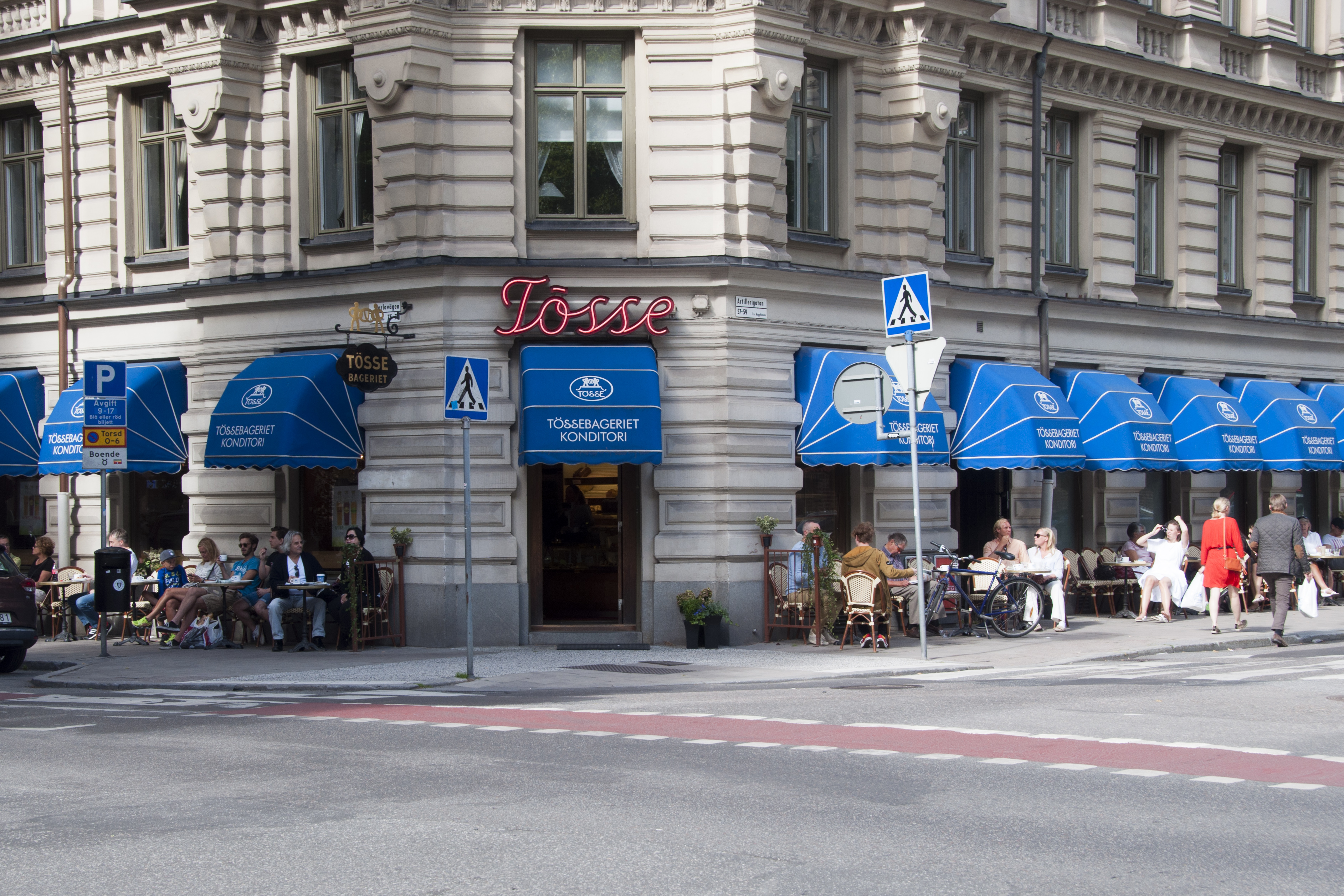
Tössebageriet på Karlavägen

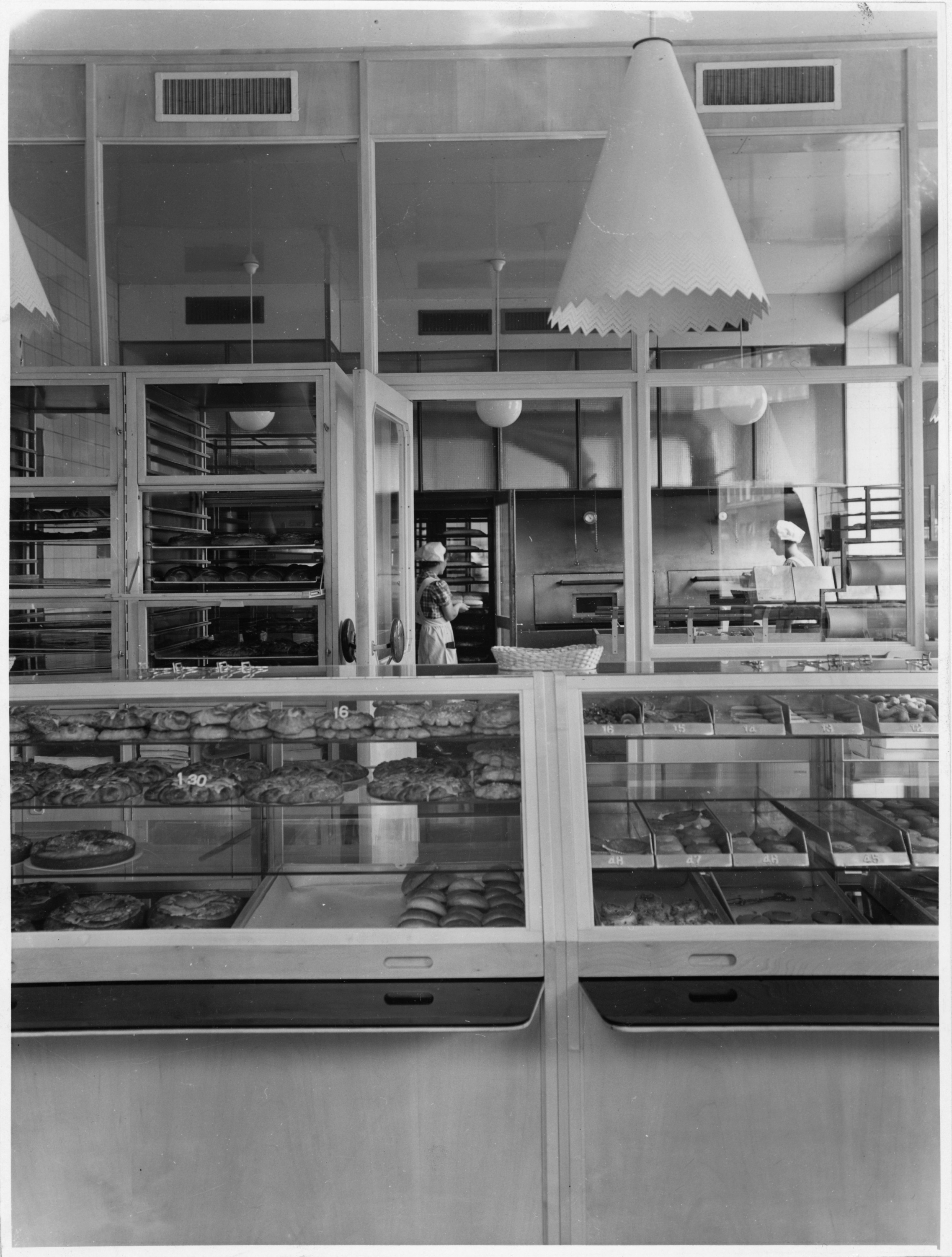
Interiörbild, antagligen 1940–50-tal.

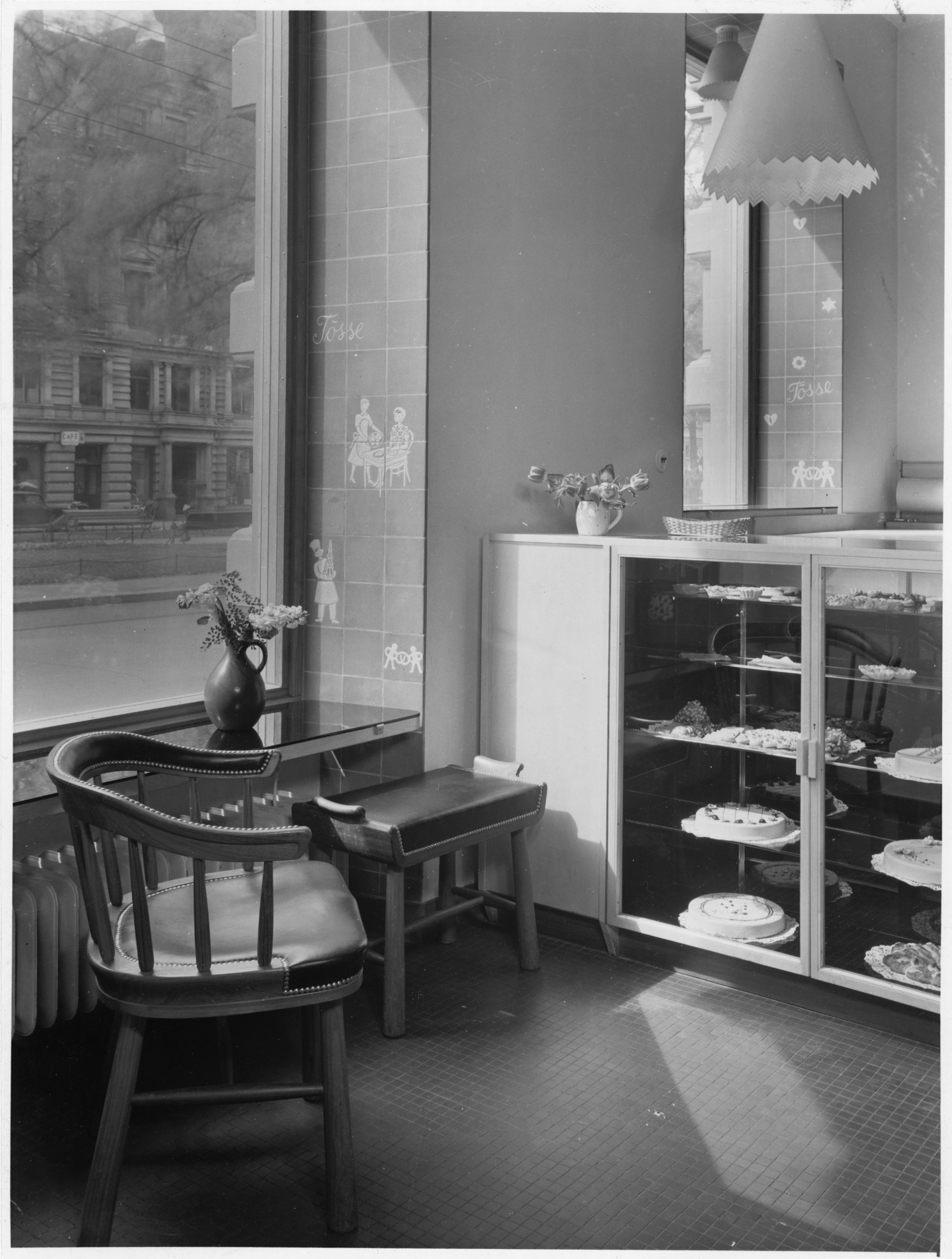
Interiörbild, antagligen 1940–50-tal.

Tössebageriet är ett bageri och konditori på Karlavägen 77 i Stockholm. Tössebageriet grundades 1920 av Helga Södermark. Södermark fick smeknamnet Tösse efter sin hemsocken, Tösse socken i Dalsland, när hon studerade till skolkökslärarinna i Uppsala och valde det som namn för sin verksamhet. Hon hade lärt sig baka i Tösse-Tydje kyrkas kök. I konditoriets lokaler fanns tidigare SJ Godscentral. Idag drivs Tössebageriet av Mattias Ljungberg.
2015 skapade Tössebageriets och Konditorilandslagets Mattias Ljungberg semmelwrapen. Bageriets chefskonditor Cecilia Andersson valdes till Årets konditor 2012.